# Holländisch-Deutsche Kongregation

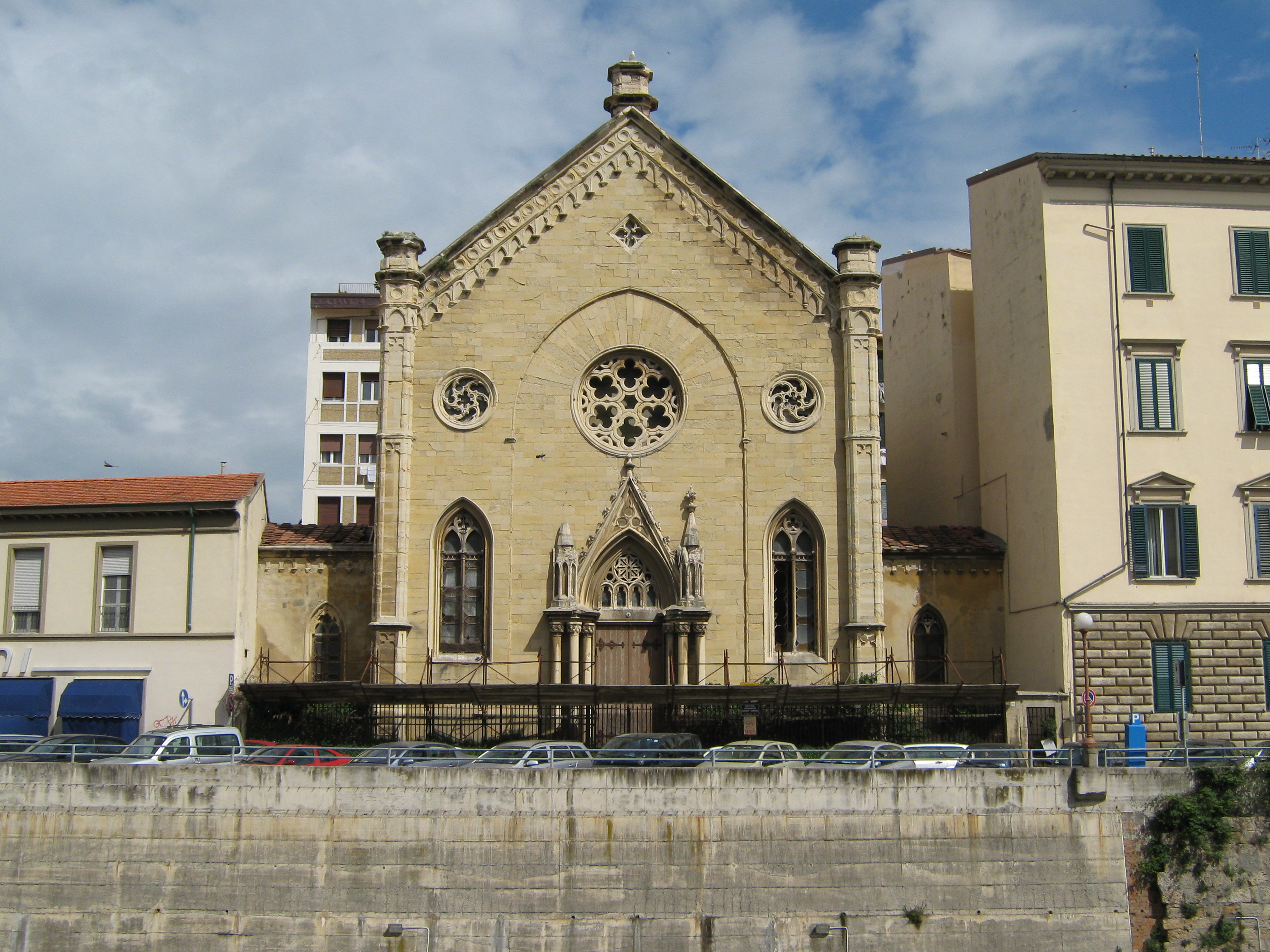
Die Kirche der Holländisch-Deutschen Kongregation

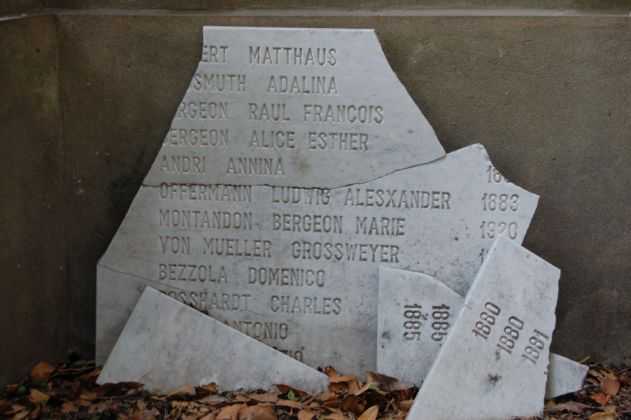
Verfallene Grabplatte im Holländisch-Deutschen Friedhof Via Mastacchi

Die Holländisch-Deutsche Kongregation (Congregazione Olandese-Alemanna) war eine von 1622 bis in die zweite Hälfte des 20. Jahrhunderts bestehende protestantische Gemeinde in Livorno (Italien). Eine gleichnamige Neugründung aus dem Jahr 1997 beruft sich auf die Tradition dieser Gemeinde.

## Die Geschichte

### Die Entstehung
Gegen Ende des 16. Jahrhunderts beauftragte Großherzog Francesco I. de’ Medici den Architekten Bernardo Buontalenti, eine neue befestigte Stadt Livorno zu entwerfen. Die Bauarbeiten begannen 1577 und dauerten mit Unterbrechungen ein Jahrzehnt. Großherzog Ferdinando I. de’ Medici beschleunigte nach seiner Thronbesteigung 1587 die gewaltige Baustelle, indem er Verfügungen erließ mit dem Ziel, die neue städtische Siedlung zu bevölkern. Diese unter dem Namen „Leggi Livornine“ bekannt gewordenen Dekrete gestatteten Kaufleuten „beliebiger Nation“, sich anzusiedeln und ihren Glauben auszuüben. Jedoch blieben die Protestanten praktisch von diesem Privileg ausgeschlossen, da zu dieser Zeit der katholische Kultus als einziger anerkannt wurde.
Viele Kaufleute wurden durch das in den „Leggi Livornine“ gewährleistete Wachstum der Stadt angezogen, ließen sich in Livorno nieder und trugen zu der wirtschaftlichen und kulturellen Blüte der Stadt bei. Die ersten Holländer und Deutschen kamen Ende des 16. Jahrhunderts; es waren vor allem Getreidehändler; Livorno wurde wegen Missernten zum Zentrum der Versorgung des nördlichen Mittelitalien.
Sechs Flamen und drei Deutsche gründeten 1622 die Holländisch-Deutsche Kongregation unter dem Namen „Holländisch-Deutsche Nation“, eine Vereinigung zur Unterstützung, die beispielsweise allen Landsleuten das Anrecht auf Bestattung und medizinische Hilfe sicherte, außerdem Hilfe gewährte für alle, die in Rechtssachen verwickelt waren. Sie besaß einen Sankt Andreas geweihten Altar in der Kirche Della Madonna, in deren Krypta die verstorbenen katholischen Landsleute begraben wurden, wie auch die auf der Durchreise Verstorbenen, wie der Bildhauer François Duquesnoy.

### Die zunehmende Bedeutung des protestantischen Anteils
Als gegen Ende des 17. Jahrhunderts der Anteil der Reformierten überwog, wurde eine Regelung der Bestattung nicht-katholischer Verstorbener zwingend erforderlich. Nachdem einige Jahre das Grundstück eines gewissen Lambert Constant genutzt wurde, übernahm die Kongregation ab 1683 das Gelände als eigenen legitimen Begräbnisplatz außerhalb des Pisaner Tores (Porta a Pisa). Wegen seiner exotischen Pflanzen verglich man ihn mit einem Botanischen Garten, was zu seinem Namen Garten der Holländer (Giardino degli Olandesi) führte.
Im 18. Jahrhundert wuchsen die Impulse aus den Reihen der Kongregation zur Verbesserung der städtischen Wirtschaft, auch steuerten sie zu allen kommunalen Festlichkeiten bei. Das soziale Ansehen der Gemeinschaft spiegelte sich in wichtigen Gebäuden, die Sitz von Konsulaten oder Reedereien waren, wie das Haus Huigens und das Haus Ulrich, beide in der zweiten Erweiterung des Stadtteils Venezia Nuova gelegen.
Ungeachtet dessen verfügten die Protestanten aufgrund des Widerstandes des katholischen Klerus über keinen geeigneten Ort für den Gottesdienst, bis ihnen in der zweiten Hälfte des 18. Jahrhunderts eine kleine Kapelle in einem Haus der Via del Consiglio zugestanden wurde. Etwa vierzig Jahre lang, zwischen dem Ende des 18. Jahrhunderts und dem Beginn des 19. Jahrhunderts, war Johann Paul Schulthesius Pastor der Gemeinde.
Im 19. Jahrhundert überarbeitete die Kongregation die eigene Verfassung, die nun einen streng konfessionellen Inhalt erhielt und auf die Ausübung des lutherischen und calvinistischen Kultus unter Vernachlässigung der nationalen Komponente ausgerichtet war. Eine der ersten Handlungen der so reformierten Kongregation war, einen neuen Friedhof neben dem griechisch-orthodoxen Friedhof in Via Mastacchi zu verwirklichen. Die Frage nach einer Stätte für den Gottesdienst blieb jedoch ungelöst. Tatsächlich war die kleine – zudem in einer ungepflegten städtischen Umgebung gelegene – Kapelle in Via del Consiglio nicht mehr geeignet, eine große Zahl von Mitgliedern aufzunehmen.
Erst als mit der Einigung Italiens 1815 die freie Religionsausübung als Recht für alle Bürger zugelassen wurde, konnte die Kongregation mit dem Bau einer schlichten neugotischen Kirche am Fosso Reale beginnen.

### Der Niedergang
Bald danach verursachte die wirtschaftliche Krise, ausgelöst durch die Abschaffung des Freihafens, den raschen Niedergang der Kongregation, was sie bis Anfang des 20. Jahrhunderts stark dezimierte. Angesichts der wirtschaftlichen Zwänge nahm die Kongregation ab 1922 auch nicht in Livorno ansässige als eingeschriebene Mitglieder auf. 1932 verkaufte sie das Grundstück des Gartens der Holländer (Giardino degli Olandesi) zu einem Preis von 15.000 Lire. In den Jahren nach dem Zweiten Weltkrieg beschränkte sie ihre Aktivität weitgehend auf Verwaltung des Friedhofes in Via Mastacchi. Zur gleichen Zeit wurde beschlossen, die Gebäude mit der Wohnung für den Pastor und für die Schule der Gemeinde zu veräußern; der Gebäudeteil hinter der Kirche wurde abgerissen und durch einen unpassenden Wohnblock ersetzt.
Mit dem Tod der letzten Mitglieder in der zweiten Hälfte des 20. Jahrhunderts wurde die Kongregation aufgelöst; damit ging der Überblick über ihr gesamtes Eigentum, das unerbittlich verfiel, verloren.
Die Kongregation wurde am 26. Februar 1997 von einigen interessierten Nachkommen früherer Mitglieder wieder gegründet. Fehlende Mittel und die mangelnde Unterstützung durch Institutionen verhinderten bislang eine Verwirklichung der Pläne zur Wiederherstellung von Kirche und Friedhof.

## Persönlichkeiten der Holländisch-Deutschen Kongregation

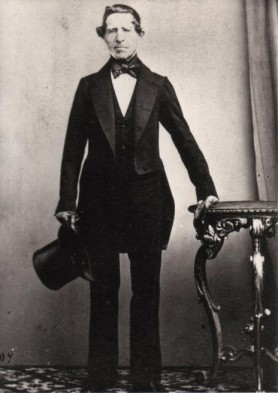
Agostino Kotzian

- Johann Paul Schulthesius (1748–1816), Pastor, Komponist und Klaviervirtuose.
- Pietro Senn (1767–1838), Unternehmer, war aktiv am Bau der Eisenbahn Livorno-Florenz (Ferrovia Leopolda) beteiligt.
- Gerhard Stub (1785–1858), Unternehmer, sein Haus wurde von seinem Sohn Harald der Sparkasse Livorno überlassen, um es als Waisenhaus für männliche und weibliche Jugendliche zu nutzen.
- Agostino Kotzian (1792–1878), Unternehmer, Präsident der Handelskammer, trug entscheidend zum Bau der Eisenbahn Livorno-Florenz (Ferrovia Leopolda) bei.
- Enrico Mayer (1802–1877), Pädagoge, Begründer der Schule der gegenseitigen Erziehung (Scuola di mutuo insegnamento)

## Links
- https://www.congregazioneolandesealemanna.org/